# Live at the Rainbow '74 (album)
| Recensione   | Giudizio |
| ------------ | -------- |
| Classic Rock |          |
| Mojo         |          |
| PopMatters   |          |

Live at the Rainbow '74  è un album dal vivo del gruppo musicale britannico Queen, pubblicato nel settembre 2014.

## Descrizione
Contiene il concerto tenuto durante lo Sheer Heart Attack Tour e venne registrato dal vivo al Rainbow Theatre di Londra il 19 e 20 novembre 1974. Quello del Rainbow Theatre fu il concerto che fece definitivamente conoscere i Queen nel Regno Unito; particolarmente famose sono le performance di Stone Cold Crazy, Keep Yourself Alive e Now I'm Here.
L'album è stato distribuito sotto forma di CD, doppio CD, DVD, SD Blu-ray e vinile.

## Tracce
1. Procession – 1:18 (Brian May)
2. Now I'm Here – 5:00 (Brian May)
3. Ogre Battle – 5:31 (Freddie Mercury)
4. Father to Son – 5:55 (Brian May)
5. White Queen (As It Began) – 5:34 (Brian May)
6. Flick of the Wrist – 4:07 (Freddie Mercury)
7. In the Lap of the Gods – 3:20 (Freddie Mercury)
8. Killer Queen – 1:26 (Freddie Mercury)
9. The March of the Black Queen – 1:36 (Freddie Mercury)
10. Bring Back That Leroy Brown – 1:41 (Freddie Mercury)
11. Son and Daughter – 3:45 (Brian May)
12. Guitar Solo – 4:41 (Brian May)
13. Son and Daughter (Reprise) – 2:14 (Brian May)
14. Keep Yourself Alive – 2:23 (Brian May)
15. Drum Solo – 0:51 (Roger Taylor)
16. Keep Yourself Alive (Reprise) – 1:23 (Brian May)
17. Seven Seas of Rhye – 3:30 (Freddie Mercury)
18. Stone Cold Crazy – 2:40 (Freddie Mercury, Brian May, Roger Taylor, John Deacon)
19. Liar – 8:39 (Freddie Mercury)
20. In the Lap of the Gods... Revisited – 4:10 (Freddie Mercury)
21. Big Spender – 1:31 (Cy Coleman, Dorothy Fields)
22. Modern Times Rock 'n' Roll – 3:12 (Roger Taylor)
23. Jailhouse Rock – 4:10 (Jerry Leiber, Mike Stoller)
24. God Save the Queen – 1:18 (tradizionale; arrangiamento: Brian May)

## Formazione
- Freddie Mercury – voce solista, pianoforte, tamburello in Liar e Keep Yourself Alive
- Brian May – chitarra, cori, ukulele (traccia 10)
- Roger Taylor – batteria, percussioni, cori; seconda voce in The March of the Black Queen
- John Deacon – basso, cori (tracce 8, 14, 19 e 20), triangolo (traccia 8)